# Grube Franz
Die Grube Franz (auch Braunkohlen-Zechen Marxheim-Diedenbergen) war ein Braunkohlenbergwerk im Ortsteil Diedenbergen von Hofheim am Taunus. Sie war von 1882 bis 1950 mit zahlreichen Unterbrechungen in Betrieb. Unmittelbar östlich schließt die im Stadtteil Marxheim gelegene Grube Emma (Lage) an, sie baute die gleiche Braunkohlen-Lagerstätte ab. Nach 1945 wurden beide Gruben zusammengefasst und zu den Braunkohlezechen Marxheim-Diedenbergen konsolidiert.

## Bergbau 1882 bis 1904
Am 4. März 1882 teufte der Diedenberger Küfer, Bierbrauer und Gastwirt „Zum Schützenhof“, Georg Franz Kräckmann (1843–1913), einen Brunnenschacht auf seinem Grundstück ab, bei einer Tiefe von 18 m stieß er auf eine 130 cm mächtige Schicht aus Braunkohle. Noch am gleichen Tag beantragte er beim königlichen Bergrevierbeamten Bergrat Giebeler die Mutung des Braunkohlefeldes.
Zwei Wochen darauf fand die Ortsbegehung mit dem Bergamt statt, Franz Kräckmann gab dabei an, dass das Braunkohlevorkommen noch am Tag des Mutungsgesuchs angehauen worden sei. Dies war von entscheidender Wichtigkeit, da unmittelbar nach Bekanntwerden des Kohlefundes zwei Konkurrenten (Obersteiger H. Schröder aus Langenhain und Grubenbesitzer W. Schwarz aus Biebrich) eigene Mutungsabsichten für das Kräckmannsche Feld beim Bergamt einreichten. Diese wurden im April 1882 vom Oberbergamt in Bonn als unbegründet zurückgewiesen: „...weil genannter W. Schwarz den fraglichen Brunnenschacht ebenso wenig befahren hat als der Muther H. Schröder, welche beide die Braunkohlenstücke aus dem Fundschachte nur in der Wirthschaft des Franz Kräckmann gesehen und daselbst den Verbrennungsversuchen beigewohnt habe.“ (Bergrat Giebeler an das Oberbergamt, 21. März 1882)
Der Fundpunkt der Kohle lag im bergfreien Gelände, Braunkohle war im Gegensatz zu Erzen generell bergfrei. Das zu verleihende Grubenfeld überdeckte jedoch die Felder benachbarter Eisenerzgruben, deren Einverständnis eingeholt werden musste. Der Fundpunkt selbst lag im Eisenerzfeld Tiefegräben II, im Norden grenzte es an die Felder der Eisenerzbergwerke Heinrich VI und Niesensfreude II bei Langenhain, im Süden an die Felder der Eisenerzgrube Wallstein bei Wallau. Da keiner der Gewerken dieser Erzgruben zur anberaumten Schlussverhandlung erschien, galt die Verleihung an Franz Kräckmann als vollziehbar. Am 3. Juni 1882 verlieh das Oberbergamt Bonn das Feld Franz mit einer Größe von 2,189 Millionen Quadratmeter an Kräckmann. Da er selbst keine Erfahrung im Bergbau hatte, trat er die Belehnung an die Frankfurter Braunkohlengewerkschaft (FBG) am 9. Dezember 1882 ab, die Übereignung wurde mit 5000 Mark honoriert.
Die FBG setzte folgende Gewerke ein. Als Grubenvorstand wurden Friedrich Daumer (33 Kuxe) und Ferdinand Rügler (33 Kuxe) eingesetzt, beide kamen aus Frankfurt. Als Betriebsdirektor fungierte Bergingenieur August Heym aus Marxheim (17 Kuxe), die verbleibenden Anteile von 17 Kuxen hielt der Bankier Max Goldstein aus Frankfurt.
Der erste Betriebsbericht für 1882 fasst die Entwicklung der Arbeiten zusammen. Es besteht bereits ein 34 m tiefer Förderschacht, der bei 18 m ein erstes Kohlenflöz von 1,30 m Mächtigkeit angetroffen hat und bei 31 m Teufe ein zweites Flöz von 2,70 m Mächtigkeit. Der Schacht misst 2,50 m × 1,60 m und ist in Bolzenschrotzimmerung ausgeführt. Es gibt bereits Anfänge einer Abbausohle, mit einer Strecke in nordwestlicher Richtung und davon abgehenden Querschlägen. Die Hauptstrecke erstreckt sich bereits auf eine Länge von 25 m, bei einer Höhe von nur 1,50 m und einer Breite von 1,60 m. Es arbeiten 24 Bergleute im Schichtbetrieb, zusätzlich sind noch 6 Arbeiter an der Förderhaspel und 3 Mann im Schachthaus zum Kohlenfahren beschäftigt. Die Wasserhaltung erfolgt durch eine Saugpumpe, die von Hand bedient wird.
Zahlreiche Sondierungsbohrungen ergaben eine Ausdehnung des Kohlenfeldes von mehreren 100 m südlich und nördlich von Diedenbergen sowie von 1000 m nach Osten in Richtung Marxheim.
Das Jahr 1883 war von Streitigkeiten geprägt, Gewerke wollten auf der Tiefsohle mit der Förderung beginnen, Bürger und Administration der Gemeinden Diedenbergen und Marxheim lehnten dies jedoch ab, da ein Trockenfallen der Brunnen durch das Abpumpen der Grube befürchtet wurde. Zudem weigerten sich beide Gemeinden die Ableitung der Grubenwässer auf ihrem Territorium zu gestatten. Nach mehrmonatigen Schriftwechseln und zahlreichen Orts- und Verhandlungsterminen wurde schlussendlich die oberste Bergbehörde, der Minister für öffentliche Arbeiten in Berlin um Entscheidung angerufen. Im Juni wies das Ministerium den Einspruch der Gemeinde zurück und genehmigte mit geringen Veränderungen den neuen Betriebsplan der Grube. Im Folgemonat beschwerte sich der Diedenbergener Bürgermeister erneut beim Bergamt über den Grubenausbau, so dass ein zweites Mal alle Instanzenwege bis zum Ministerium durchlaufen wurden. Dieses entschied im September erneut zugunsten des Grubenbetriebs.
Im Oktober 1883 schied Betriebsführer Heym aus der FBG aus und verzog nach Dresden. Im ersten Halbjahr waren 250 t qualitativ hochwertiger Kohle gefördert worden, die für 4 Mark pro Tonne weiterverkauft wurde. Die stark reduzierte Belegschaft von 3 Bergleuten pro 12 Stundenschicht erhielt als Lohn 2,20 Mark pro Schicht. Ab Mitte 1883 ruhte die Förderung.
Ende 1883 meldete die FBG Konkurs für die Grube an. Dem Konkursverwalter wurde vom Bergamt mitgeteilt, dass das Interesse an der Braunkohlenlagerstatte Franz zu gering sei um Käufer zu finden. Im Anschluss wurden die für den Grubenbetrieb errichteten Gebäude, das Schachthaus und die Kohlenschuppen auf Abbruch versteigert. Grund für den Konkurs des Betriebes waren zum einen die Schwierigkeiten mit dem die Flöze umgebenden Letten, der durch seine weiche Konsistenz den Abbau stark erschwert. Zudem wurden die andauernden Querelen mit den anliegenden Gemeinden und die Probleme mit der Wasserhaltung genannt.
Im September 1884 wurde der verbliebene Grubenbesitz an den früheren FBG-Gewerken Max Goldstein als alleinigem Eigentümer übertragen. Die folgenden 13 Jahre scheinen keine bergbaulichen Aktivitäten gesehen zu haben, zumindest finden sich keine Hinweise in den Bergakten.
Erst 1898 gibt es neue Aktivitäten, Max Goldstein verkauft seinen Grubenbesitz für 850 Mark an Ernst Alexander Büttler, einem Steuerinspektor aus Höchst. Mit 3 Bergleuten wurde ein Versuchsschacht angelegt, die Arbeiten waren jedoch nicht erfolgreich und außerdem gab es erneute Einsprüche von Seiten des Diedenbergener Bürgermeisters, der wieder ein Trockenlaufen der Brunnen fürchtete. Der Grubenbetrieb ruhte zum Jahresende und blieb weitere 7 Jahre geschlossen.

## Bergbau 1905 bis 1920
Im Oktober 1905 wurde das Bergwerk kurz wieder geöffnet, um als Vorbereitung für einen erneuten Verkauf einen Monat lang die alten Schächte und Stollen (Bergbau)|Stollen wieder aufzuwältigen. Im August 1909 verkaufte Bütler alle Anteile an den Ingenieur Alexander Kraemer, der als alleiniger Gewerke auftrat. Kraemer ging mit großem Eifer an die notwendigen Umbauten der Grube und erließ bereits 1910 eine neue Betriebsordnung für die Grube Franz, die auch die Bedenken der Bürgermeister der Nachbargemeinden Marxheim und Diedenbergen bezüglich der Wasserentsorgung besänftigen sollte.
Im Juni 1910 hatte der Förderungs- und Entwässerungsstollen bereit seine Länge von 120 m erreicht, er begann südlich der Grube im Tiefen Graben. Im Spätsommer 1910 verkaufte Kraemer seine Grubenanteile, blieb aber Repräsentant der Grube Franz. Die neuen Anteilseigner waren jetzt ein Metzgermeister, ein Privatier, ein Staatsbahnschaffner und mitunter auch deren Ehefrauen und Kinder. Auf der Grube waren 7 Bergleute beschäftigt, Kohle wurde keine gefördert. Der Betrieb erneut im Oktober 1910 stillgelegt.
In den Jahren 1911 und 1912 setzten sich die Streitereien fort, der Grubenbesitz wurde abermals verkauft und der Förderstollen auf 300 m Länge ausgebaut. Im März 1912 wurde der Steiger Johann Stephan Hergennanh als Betriebsführer eingestellt, er inspizierte die Grube und stellte fest: „daß er unseren Stollen in einem so verwahrlosten Zustande angetroffen hat, daß er denselben vom Tag aus umbauen muß, wozu mindestens vier Wochen nötig sind, ehe vor Ort weiter gearbeitet werden kann. An einen Abbau ist also in absehbarer Zeit für uns nicht zu denken.“
Im Sommer 1912 wurde weiter am Stollen gearbeitet, es gelang schließlich der Durchschlag in das alte Grubenfeld. Man kam in 32 m Tiefe an den Schacht, durch einen Messfehler des Markscheiders traf man jedoch nicht Schacht 2, sondern den verfüllten Schacht 1, welcher sich sofort in den Stollen entleerte. Der Stollen hatte jetzt eine Länge von 387 m."
Im Juli 1913 stürzten Teile der Grube ein. Ein regulärer Betrieb fand nicht statt. Gewerke, Betriebsführer und die Bürgermeister der angrenzenden Gemeinden waren hochgradig zerstritten und prozessierten. Das insgesamt 100 Kuxe umfassende Bergwerkseigentum wurde 1912 noch mit 15000 Mark/Kuxe bewertet, im Juli 1914 wurde der Wert eines Kux nur noch auf 30 Mark taxiert.
Anfang 1916 wurden die Arbeiten wieder aufgenommen, es wurden einige Betriebsgebäude neu errichtet: ein Büroraum, ein Magazin, ein Schlafraum und ein Essraum für die Arbeiter. Die Mauern wurden in Ziegelstein ausgeführt, die Fundamente aus Beton gegossen. Für 1916 wurde auch wieder ein neuer Betriebsführer eingestellt und ein Betriebsplan aufgesetzt: „Der Tiefbauschacht ist bis 30,0 m abgeteuft und hat bei 12 m das Flöz Nr. 1 mit 0,90 m und bei 25,50 m das Flöz Nr. 2 mit 2,0 m Mächtigkeit durchteuft. Bei 27, 10 m ist die Sohle ausgesetzt. – Vom Schacht soll in südöstlicher Richtung eine Ausrichtungsstrecke und von dieser bei 10,0 m, 30,0 m und 50,0 m vom Schacht entfernt Vorrichtungsstrecken zur Abtrocknung des Flözes aufgefahren werden. Letztere werden dann später als Abraumörter verwendet werden. – Die Strecken werden in Türstockzimmerung mit Quergrundsohle und Brettschalung ausgebaut. – Ein Abbau ist einstweilen noch nicht vorgesehen“ (Obersteiger Schürmann am 3. August 1916)
Die Gewerkschaft erwirkte im August 1916 die Freistellung von 5 Arbeitern vom Kriegsdienst im Ersten Weltkrieg. Die geologischen Verhältnisse erzwangen bald wieder eine Betriebsunterbrechung – das Hangendes und Liegendes bestanden jeweils aus Letten unterschiedlicher Festigkeit. Der nur mit Holz ausgekleidete Schacht konnte dem Druck der Tonschichten nicht standhalten und stürzte im Januar 1917 ein. Ein neuer Schacht in stabiler Betonauskleidung wurde in Planung genommen.
Zur Förderung gab es einen 9 m hohes hölzernes Fördergerüst, die Förderhaspel wurde mit einem 8 PS starken Motor angetrieben. Dem starken Wasserzulauf wurde mit einer 3-PS-Hochdruck-Zentrifugalpumpe begegnet. Die Tagesanlagen und der Füllort wurden mit elektrischem Licht beleuchtet, in der Grube wurde mit Karbidlampen gearbeitet. Die Arbeitsschicht dauerte von 6 bis 18 Uhr, es arbeiteten ein Betriebsführer, vier Hauer, ein Maschinist und ein Förderer. Im Jahr wurden 205 t Kohle gefördert.
Im Jahre 1917 wurde Bergassessor Heinz Macco damit beauftragt ein Gutachten über die Grube zu verfassen. Er schilderte eindrücklich die widrigen Bedingungen und die vielfältigen Provisorien: „Ein 1915/16 abgeteufter Schacht war verfallen. An dem derzeit zugänglichen Schacht schloss ein Streckennetz von etwa 600 m Länge und Breite an. Der Flächeninhalt von höchstens 350.000 m² lag unmittelbar an der Grenze zur Grube Pauline I. Das Liegende unter dem unteren Flöz fällt mit durchschnittlich 3–4° steiler zum Main ab als das Oberflächengelände.“ Er beschreibt die Beschaffenheit der Kohle und rügt die Belegschaft: „Oberste Braunkohlenlage 30 cm, dann 10–15 cm lettige Zwischenmittel; Hauptpacken in der untersten Lage (30–40 cm) ist stark lignitisch. Es handelt sich um eine ausgesprochen streifige Braunkohle von guter Qualität, entsprechend der im Kasseler Bezirk geförderten. Sie wurde aber zu Unrecht als Pechkohle bezeichnet. Sie fiel in groben Stücken an und hätte ein vorzügliches Aussehen, wenn sie von Verunreinigungen sorgsam freigehalten würde. An feuchten Tagen leidet das Aussehen der Kohle. Andererseits sollte es nicht zugelassen werden, daß die Belegschaft sich an eine derartig nachlässige Behandlung der Kohle gewöhnt.“ Weiter führt er aus: „Schicksalsbestimmend für das Diedenberger Braunkohlenvorkommen dürfte die starke Quellfähigkeit des Tones sein, in den die Kohle eingebettet ist. Trotz geringer Wasserführung genügte bereits die durch die Schächte eintretende feuchte Luft, den Quelleffekt hervorzurufen.“ Das Streckennetz kämpfte bereits mit den Auswirkungen des Druckes. Der Transport der Kohle wurde mit eisernen Schubkarren auf einem auf die Streckensohle verlegten Bohlenbelag vorgenommen. Macco weiter: „Eine derartige urwüchsige Förderung läßt sich im Bergbau nur auf 20–30 m rechtfertigen“. In der Grube wurde diese Art der Förderung jedoch bis zu einigen hundert Metern betrieben, der quellende Ton verhinderte ein Verlegen von Schienen. Abgebaut wurden 4 streichende und 6 ansteigende Strecken, unterteilt durch Pfeiler mit 10–15 m Seitenlänge. Keiner der bis dahin vorbereiteten etwa 25 Pfeiler wurde bisher abgebaut. Macco konstatiert „Es ist ein Raubbau“, weil die Kohle in den Pfeilern zwischen den Strecken endgültig für den Abbau verloren ist. Macco rät dringend dazu die Strecken auszumauern oder mit einer dünnen Betonschale gegen den Druck der quellenden Tonschichten zu schützen. Er beurteilt die Anlage des Schachtes als abenteuerlich: „Der eine war ja bereits verfallen. Benutzt wurde jetzt ein Mauerschacht mit 3 m lichter Weite und nur 24 m Teufe. Der über dieser Teufe anstehende unterste Teil dieses Mauerschachts bestand aus einer Eisenkonstruktion, welche den Anschluß des Füllortes im Braunkohlenflöz ermöglichen sollte. Die Sohle des Flözes lag an dem Schachtpunkt 32 m, wurde also mit der Eisenkonstruktion nicht erreicht. Letztere war infolgedessen mit Ziegelsteinmauerwerk ausgesetzt und an sie eine Verlängerung angeschlossen worden, welche mit einer zweiten tieferen Eisenkonstruktion im unteren Kohlenflöz abschloß. Von dieser unteren Eisenkonstruktion war hier eine als Füllort dienende Strecke, nach Norden ansteigend, angesetzt worden. Der übrige Teil auch dieser unteren Eisenkonstruktion war gleichfalls mit Ziegelmauerwerk ausgefüllt worden. Das Ganze ruhte nicht auf einem Schachtfuß auf, wie es ordnungsgemäß sein sollte, hatte insofern keinen ausreichenden Halt an dem Schachtstoß und wirkte mit seinem Gewicht auf die waagerechte Unterlage der mit Mauerwerk gefüllten unteren Eisenkonstruktion . Diese war dem Druck nicht gewachsen und mußte allmählich nachgeben.“ Macco kritisiert weiter: „die Ausstattung des Schachtes war eine recht unzulängliche, schon das schlechthin kümmerliche Aussehen seiner Rasenhängebank deutet das an. Ein einziges Spurlattenpaar gibt einem Förderkübel Führung, welcher mit einer Bauaufzugswinde bewegt wird. In den Förderkübel wird auf der Schachtsohle der Braunkohleninhalt der Schubkarren ausgekippt. Der vielleicht 1/2 t fassende Kübel hat einen Schrägboden und davor eine bewegliche Wandklappe“
Auch die Bewetterung wurde als problematisch angesehen, sie erfolgte durch den Schacht und durch zwei Bohrlöcher in einer Entfernung von etwa 75 m westlich und nordwestlich des Schachtes. Die Bohrlöcher hatten einen Durchmesser von 12 cm, was unzureichend für die Bewetterung war, zumal die Kohle stark ausgaste (Kohlendioxid). Der Sauerstoffgehalt unter Tage war zu gering, als dass man ein Streichholz hätte entzünden können. Es herrschte akute Gesundheitsgefahr für die Bergleute.
Der Erste Weltkrieg schränkte den Grubenbetrieb stark ein, zum einen wurde es immer schwieriger an Materialien zum Grubenausbau zu kommen (Eisen, Holz, Beton, aber auch Maschinen), da diese als kriegswichtige Materialien eingestuft wurden. Zum anderen wurde es mit der Zeit immer schwieriger die Bergmänner vom Kriegsdienst freizustellen, zumal die Grube zu wenig förderte um selbst als kriegswichtig eingestuft zu werden. Im Jahr 1919 konnte die Belegschaft wieder verstärkt werden, es arbeiteten jetzt 40 Mann auf der Grube.

## Bergbau 1920 bis 1950
Im Jahr 1920 werden sämtliche 100 Kuxe auf Frau Agnes Lang übertragen, eine Kuxe hatte wieder einen Wert von 13800 Mark. Da die Stadt Wiesbaden finanziell in Vorleistung getreten war, um Wege zu bauen und Gebäude zu errichten, verpfändete Frau Lang das Bergwerkseigentum 1921 an Wiesbaden. Gefördert wurden in diesem Jahr 1838 t Kohle.
Die häufigen Wechsel in der Eigentümerstruktur setzten sich bis 1922 fort, mit 46 Mann Belegschaft wurden 4806 t/Jahr Kohle gefördert. Ein neuer Förderschacht wurde abgeteuft, der 1923 die zweite Sohle erreichte. Der Betrieb hatte jedoch keinen Erfolg, im April 1924 wurde der Betrieb eingestellt. Zwischen 1882 und 1924 wurden 15950 t Braunkohle gefördert. Die folgenden Monate brachten zahlreiche gerichtliche Auseinandersetzungen um Schadenersatz. Der Grubenbesitz war in den letzten Jahren breit gestreut worden, so dass Gewerke in ganz Deutschland, in der Schweiz und in Lothringen anzutreffen waren. In zahlreichen Eingaben an das Oberbergamt und in mehreren Gerichtsprozessen wurde versucht die „verworrenen“ Besitzverhältnisse und die vielfältigen Verschuldungen und Hypotheken aufzuklären. Im Verlauf des Jahres 1924 sperrten die Mainkraftwerke die Stromversorgung wegen nicht bezahlter Rechnungen, infolge dessen fielen die Pumpen aus und das Bergwerk wurde mit Wasser geflutet.
Bis 1933 fand kein Bergwerksbetrieb statt, bei Gericht waren allerdings immer noch zahlreiche Prozesse anhängig. Das Bestreben nach Autarkie im Nationalsozialismus führte ab Juli 1933 zu einem erneuten Abbauinteresse. Es wurden Gesuche um Abnahme der Kohlen u. a. auch an die IG Farben gestellt, allerdings wegen zu geringer Qualität der Kohle abschlägig beschieden. Es wurde kein Bergbaubetrieb aufgenommen.
Sowohl 1941 als auch 1942 gab es erneute Vorschläge, den Abbau wieder aufzunehmen. Beide wurden jedoch schnell wieder zurückgezogen. Nach dem Zweiten Weltkrieg herrschte starker Mangel an allen Grundstoffen, so dass auch das Interesse an der Braunkohle in der Grube Franz wieder aufflammte. Der Fuhrunternehmer Heinrich Savelsberg beantragte und erhielt im August 1946 eine Lizenz für die Grube von der amerikanischen Militärregierung. Die Grube firmierte jetzt zusammen mit Grube Emma unter dem Namen „Braunkohlen-Zechen Marxheim-Diedenbergen“. Die direkt östlich an das Grubenfeld Franz angrenzende Grube Emma baute die gleiche Braunkohlenlagerstätte ab, jedoch auf Marxheimer Gemarkung. Emma erreichte 1948 ein Fördermaximum von 6500 t Braunkohle, das Flöz hatte eine Mächtigkeit von 1,50 m. Ab dem 1. Dezember 1946 waren die beiden Zechen auf Grundlage der der neuen Hessischen Verfassung verstaatlicht worden. Der ehemalige Grubenbesitzer Savelsberg fungierte als Treuhänder. Die Währungsreform im Juni 1948 beendete die Nachkriegsphase der Mangelwirtschaft. Kohlen wurden wieder erschwinglich. Dadurch wurde die Kohle aus dem Ruhrgebiet preislich attraktiver. Savelsberg versuchte durch den Ankauf einer Brikettierungsanlage konkurrenzfähig zu bleiben. Diese musste durch die Landesregierung genehmigt werden, was 1949 auch erfolgte. Im Folgejahr wurde dennoch durch die Landesregierung die Schließung verfügt.

## Grubengebäude
- Schacht I, erstellt 1881/1882 (Lage)
- Schacht II, erstellt 1912/1913 (Lage)
- Schacht III, erstellt 1916 (Lage)
- Alter Förderschacht, erstellt etwa 1917 (Lage)
- Wetterschacht (Lage), Zechenhaus (Lage)
- Wasserlösungs-Stollen (Lage)[25][4][26]
- Neuer Förderschacht Lage